# Fanny Schoonheyt
Fanny Schoonheyt (Rotterdam, 15 juni 1912 – aldaar, 1961) was een Nederlands verzetsstrijder tijdens de Spaanse Burgeroorlog. 
Tijdens het uitbreken van de Spaanse Burgeroorlog verbleef Fanny Schoonheyt als journaliste in Barcelona. Zij zou hier Nederlandse sporters begeleiden die naar de stad gekomen waren voor een internationaal sportevenement. Tijdens de eerste schermutselingen in de stad met opstandige militairen had zij een geweer weten te bemachtigen, sloot zij zich aan bij de burgermilities en maakte zij met hen jacht op opstandige militairen.
Eind augustus 1936 raakte zij gewond en belandde in het ziekenhuis. Door de media-aandacht die zij kreeg werd er door minister van justitie Joop van Schaik, KVP, voor gepleit om haar het Nederlandse staatsburgerschap te ontnemen.
Nadat de fascistische troepen van Franco hadden gewonnen, en haar de Nederlandse nationaliteit was ontnomen, week ze uit naar de Dominicaanse Republiek. In 1947 werd ze dat land uitgezet. Ze kreeg toestemming voor een tijdelijk verblijf op Curaçao, waar ze onder de naam Fanny Lopez een bestaan als fotografe opbouwde. Eind jaren vijftig keerde ze terug naar Rotterdam, waar ze in 1961 overleed.